# Distretti dell'Albania

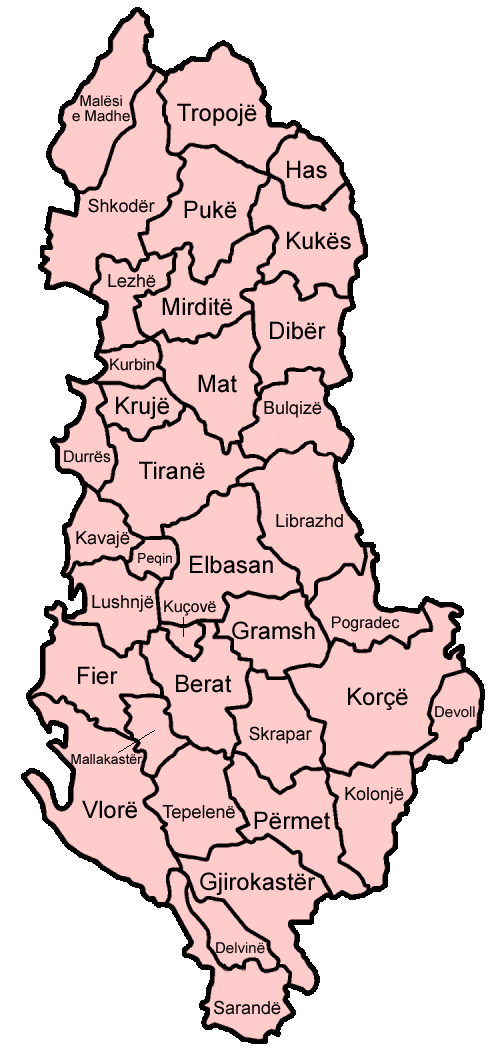
Distretti dell'Albania

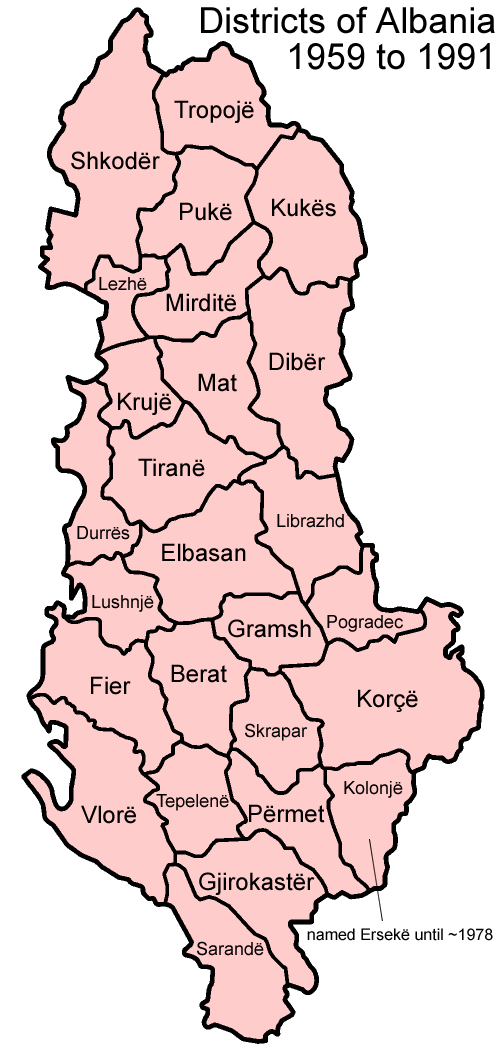
Distretti dell'Albania (1959-1991)

I distretti dell'Albania (in albanese rreth/i - plurale: rrethe) costituivano la suddivisione territoriale di secondo livello del Paese, dopo le prefetture, e ammontavano a 36; ciascuno di essi si suddivideva a sua volta in comuni.
Istituiti nel 1913, i distretti sono stati contemplati fino al 2000; successivamente, con la costituzione del 1998 ed una legge del 2000, i compiti affidati ai distretti sono stati ripartiti fra i comuni e le prefetture, mentre, con la riforma amministrativa del 2015, sono stati definitivamente aboliti. Le prefetture comprendevano dai due ai quattro distretti. 
Alcuni distretti, peraltro, sono venuti a coincidere territorialmente con i rispettivi comuni omonimi, già istituiti o di nuova istituzione:
- Distretto di Alessio (Alessio);
- Distretto di Kurbin (Kurbin);
- Distretto di Mirdizia (Mirdizia);
- Distretto di Devoll (Devoll);
- Distretto di Kolonjë (Kolonjë);
- Distretto di Pogradec (Pogradec);
- Distretto di Bulqizë (Bulqizë);
- Distretto di Dibër (Dibër);
- Distretto di Croia (Croia);
- Distretto di Gramsh (Gramsh);
- Distretto di Peqin (Peqin);
- Distretto di Mallakastër (Mallakastër);
- Distretto di Has (Has);
- Distretto di Kukës (Kukës);
- Distretto di Tropojë (Tropojë);
- Distretto di Malësi e Madhe (Malësi e Madhe).

Le targhe automobilistiche, inoltre, hanno mantenuto come punto di riferimento la suddivisione in distretti.

## Lista
| Mappa | Distretto       | Capoluogo    | Prefettura   | Popolazione (2011) | Superficie (km2) |
| ----- | --------------- | ------------ | ------------ | ------------------ | ---------------- |
|       | Berat           | Berat        | Berat        | 97 942             | 915              |
|       | Bulqizë         | Bulqizë      | Dibër        | 31 210             | 469              |
|       | Delvinë         | Delvinë      | Valona       | 11 717             | 348              |
|       | Devoll          | Bilisht      | Coriza       | 26 716             | 429              |
|       | Dibër           | Peshkopi     | Dibër        | 61 619             | 1 088            |
|       | Durazzo         | Durazzo      | Durazzo      | 202 971            | 433              |
|       | Elbasan         | Elbasan      | Elbasan      | 188 662            | 1 372            |
|       | Fier            | Fier         | Fier         | 165 356            | 785              |
|       | Argirocastro    | Argirocastro | Argirocastro | 35 843             | 1 137            |
|       | Gramsh          | Gramsh       | Elbasan      | 24 231             | 695              |
|       | Has             | Krumë        | Kukës        | 16 790             | 374              |
|       | Kavajë          | Kavajë       | Tirana       | 62 242             | 414              |
|       | Kolonjë         | Ersekë       | Coriza       | 11 070             | 805              |
|       | Coriza          | Coriza       | Coriza       | 121 041            | 1 752            |
|       | Croia           | Croia        | Durazzo      | 59 814             | 372              |
|       | Kuçovë          | Kuçovë       | Berat        | 27 281             | 112              |
|       | Kukës           | Kukës        | Kukës        | 47 985             | 938              |
|       | Kurbin          | Laç          | Alessio      | 46 291             | 273              |
|       | Alessio         | Alessio      | Alessio      | 65 633             | 479              |
|       | Librazhd        | Librazhd     | Elbasan      | 56 798             | 1 023            |
|       | Lushnjë         | Lushnjë      | Fier         | 117 913            | 712              |
|       | Malësia e Madhe | Koplik       | Scutari      | 30 823             | 897              |
|       | Mallakastër     | Mallakastër  | Fier         | 25 062             | 325              |
|       | Mat             | Burrel       | Dibër        | 61 906             | 1 028            |
|       | Mirdizia        | Rrëshen      | Alessio      | 22 103             | 867              |
|       | Peqin           | Peqin        | Elbasan      | 26 136             | 191              |
|       | Përmet          | Përmet       | Argirocastro | 16 727             | 929              |
|       | Pogradec        | Pogradec     | Coriza       | 61 530             | 725              |
|       | Puka            | Puka         | Scutari      | 18 474             | 1 034            |
|       | Saranda         | Saranda      | Valona       | 37 798             | 730              |
|       | Scutari         | Scutari      | Scutari      | 166 050            | 1 631            |
|       | Skrapar         | Çorovodë     | Berat        | 16 721             | 775              |
|       | Tepelenë        | Tepelenë     | Argirocastro | 19 606             | 817              |
|       | Tirana          | Tirana       | Tirana       | 687 123            | 1 238            |
|       | Tropojë         | Bajram Curri | Kukës        | 20 517             | 1 043            |
|       | Valona          | Valona       | Valona       | 126 125            | 1 609            |